# صموئيل بيريز جونيور
صموئيل بيريز جونيور (بالإنجليزية: Samuel Perez, Jr.)‏ هو ضابط أمريكي، ولد في 1958 في إل باسو في الولايات المتحدة.